# Црна Зорица
Црна Зорица је српски филм из 2012. године. Режирали су га заједно Радослав Павковић и грчка редитељка Христина Хаџихараламбоус, која је заједно са Гораном Мојсином написала и сценарио. Филм је рађен у копродукцији Србије, Грчке и Кипра, уз копродуценте из Пољске.
Филм је своју премијеру имао у Београду 20. марта 2012. године.

## Радња
Радња филма, који је окарактерисан као црна комедија са елементима авантуре, смештена је у Источну Србију, која је и даље уроњена у празноверје и предрасуде.
Зорица је девојка са села над којом виси страшна клетва: откако се њена прва љубав удавила у реци мушкарци око ње умиру на несвакидашњи начин. Разјарени сељаци је због тога зову „пољубац смрти“. Овај случај преузима уображени београдски полицајац Мане који се налази на привременом раду у „уклетом“ селу. Иако не верује у бапске приче, ускоро ће морати да се суочи са наоружаним сељацима, али и да открије да ли је Зорица серијски убица или само девојка жељна љубави!

## Улоге
| Глумац               | Улога          |
| -------------------- | -------------- |
| Бранислав Трифуновић | Мане           |
| Љума Пенов           | Зорица         |
| Мирјана Карановић    | Мајка          |
| Никола Пејаковић     | Жика           |
| Михаило Јанкетић     | Кмет Јанко     |
| Олга Одановић        |                |
| Милош Самолов        |                |
| Зоран Цвијановић     | Власник мотела |
| Добрила Стојнић      | Зоричина баба  |
| Младен Андрејевић    |                |
| Стефан Бундало       | Херкул         |
| Дубравко Јовановић   |                |
| Предраг Васић        | Павле          |
| Милан Босиљчић       | Макс           |
| Данијел Николић      | Петко          |